# Walenty Baranowski
Walenty Baranowski (ur. 12 lutego 1805 w Sławkowie, zm. 12 sierpnia 1879 w Lublinie) – duchowny rzymskokatolicki, biskup pomocniczy lubelski w latach 1857–1871, biskup diecezjalny lubelski w latach 1871–1879, przyrodnik, brat astronoma Jana Baranowskiego.

## Życiorys
W latach 1816–1822 uczęszczał do Liceum Nowodworskiego w Krakowie. Następnie podjął studia na Wydziale Filozoficznym i Prawnym Uniwersytecie Jagiellońskim (1822–1825) oraz na Królewskim Uniwersytecie Warszawskim (1826–1828). Po studiach w 1828 wstąpił do zakonu pijarów, gdzie w roku 1829 złożył śluby zakonne. W tym czasie wykładał nauki przyrodnicze w Łukowie, Radomiu i Włocławku.
Ranny w powstaniu listopadowym, po jego ukończeniu przedostał się do Prus, a potem do Belgii. W 1832 wrócił do Polski, aby nauczać na lekcjach prywatnych w województwie lubelskim.
Święcenia kapłańskie uzyskał w 1834 w Zakroczymiu. W 1836 został wikariuszem w Fajsławicach. W 1840 objął stanowisko proboszcza w Bychawce.
W 1855 został prałatem w katedrze lubelskiej, następnie w 1857 został biskupem pomocniczym diecezji lubelskiej, by w 1871 zostać biskupem diecezjalnym. Od 1869 był również administratorem diecezji podlaskiej.
Z zamiłowania był amatorem przyrodnikiem. W swej kolekcji miał znaczne zbiory przyrodnicze, oraz dużą bibliotekę. W latach 1840–1855 w jego domu domownikiem był Władysław Taczanowski, zoolog i ornitolog, który u niego zdobywał podstawy swej wiedzy zoologicznej.
Został pochowany na cmentarzu rzymskokatolickim w Lublinie w rodzinnym grobowcu, w którym spoczął również jego brat Jan (astronom).